# (13982) Thunberg
(13982) Thunberg (1992 RB3) – planetoida z pasa głównego asteroid okrążająca Słońce w ciągu 5,14 lat w średniej odległości 2,98 j.a. Odkryta 2 września 1992 roku.